# جیم راس
جیم راس (انگلیسی: Jim Ross؛ زادهٔ ۳ ژانویهٔ ۱۹۵۲) رستوران‌دار، پادکست‌ساز، مفسر ورزشی، و کشتی‌گیر کشتی حرفه‌ای اهل ایالات متحده آمریکا است.
از فیلم‌ها یا برنامه‌های تلویزیونی که وی در آن نقش داشته‌است می‌توان به مرد روی ماه اشاره کرد. وی همچنین برندهٔ جوایزی همچون تالار شهرت دبلیو دبلیو ای شده‌است.